# Цкаротубані
Цкаротубані (груз. წყაროთუბანი) — село в Грузії.
За даними перепису населення 2014 року в селі проживає 23 особи.